# Shane Harper (acteur)
Pour les articles homonymes, voir Shane Harper et Harper.
Shane Harper est un acteur, danseur et chanteur américain né le 14 février 1993 à La Jolla (Californie).
Il est surtout connu pour son rôle de Spencer Walsh dans la série télévisée Bonne chance Charlie.

## Biographie
Ceinture noire de karaté, Shane Steven Harper a commencé à danser et chanter dès l'âge de 9 ans. Après des petits rôles à la télévision dans Zoey 101 et Dance Revolution, il est remarqué  en tant que danseur dans le clip de Samantha Jade Step Up (2006). Danseur principal dans High School Musical 2, il est l'un des Nick 6 dans Dance on Sunset (2008). Il apparaît dans My Name is Khan et Flipped en 2010.
En tant que chanteur, il a sorti plusieurs singles : Dance with Me, Just Friends et Rocketship. Son dernier album Shane Harper réunit tous ces titres. Il a même écrit la chanson Hold You Up pour le film God's Not Dead (2014), où il joue le rôle de Josh Wheaton.

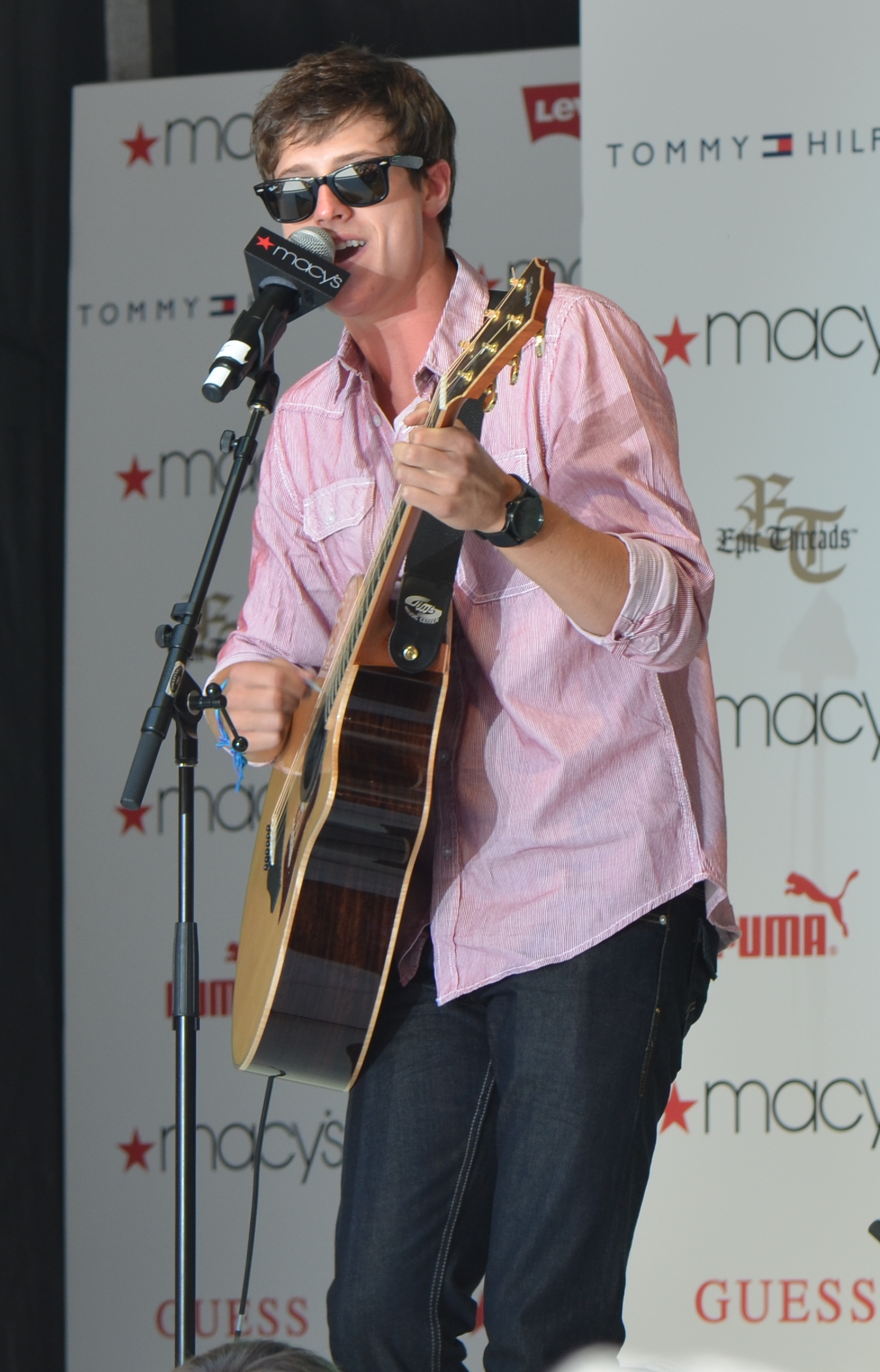
Shane Harper en 2011

## Vie privée
De mai 2011 à mai 2015, il est sorti avec sa co-star dans Bonne chance Charlie, Bridgit Mendler (Teddy Duncan).
Il a une foi chrétienne  évangélique qui l'a notamment amené à jouer dans le film God's Not Dead.

## Filmographie

### Cinéma
- 2010 : Un cœur à l'envers (Flipped) de Rob Reiner : Matt Baker
- 2010 : My Name is Khan : Tim
- 2014 : God's Not Dead : Josh Wheaton
- 2014 : Dance-Off : Brandon

### Télévision
- 2007 : High School Musical 2 : danseur (le garçon qui fait signer son almanach par Sharpay au début de la chanson "What Time Is It ?")
- 2008 : Dance on Sunset : danseur des Nick 6
- 2010 : Bonne chance Charlie : Spencer Walsh
- 2011 : Les Sorciers de Waverly place : Fidel (saison 4 épisode 5)
- 2013 - 2014 : Awkward : Austin Welch
- 2014 : Happyland : Ian Chandler
- 2017 : Dirty Dancing (téléfilm) : Robbie Gould
- 2018 : Rendez-vous dans sept ans (The Time Capsule)(téléfilm) : Tom Paxton
- 2020 : A teacher : Logan Davis
- 2021 : Power Book IV: Force : Victor « Vic » Flynn